# Плющ Юрій Миколайович
Юрій Миколайович Плющ (* 18 жовтня 1955) — український гравець у ґо, майстер спорту України, тренер.

## Біографія
Створив Київський клуб го в 1976 р. Перший в Україні тренер го ДЮСШ Київського Палацу дітей та юнацтва (з 1985 по 2010 р.). Має посвідчення тренера вищої категорії, видане Управлінням спорту: Київською міською державною адміністрацією. Майстер спорту України: посвідчення 1996р. Міністерство молоді та спорту України .
Серед учнів: Марія Захарченко — професіонал 1-го дану (диплом Корейської Асоціації), М.Гальченко — дворазовий призер чемпіонатів Європи, Н.Глущенко — дворазовий призер чемпіонатів Європи серед дітей до 12 років, Л.Горбунова — п'ятикратна чемпіонка України серед жінок і триразова — серед пар.
Спільно з А.Явичем створив і зареєстрував Київську федерацію го (1986). Займав пост Президента КФГО близько 15 років. Один із засновників Української федерації го (1992). Викладач курсів го Українсько-Японського Центру (2005—2012).

## Спортивні досягнення
- 3-4 місце, всесоюзний «Турнір найсильніших», поділяв 3-4 місце за рейтингом в СРСР — 1983;
- Перший Чемпіон України — 1992, призер чемпіонатів, чотириразовий чемпіон України серед пар;
- 3 місце, 11-й чемпіонат Європи серед пар (з М.Захарченко) — 2008;
- 9 місце, Європейський Кубок Інга (найкращий результат українських учасників за всі роки) — 2008;
- Учасник Перших Всесвітніх Інтелектуальних ігор — 2008;
- 4 місце, 19-й чемпіонат світу серед пар (Пекін (КНР) (з М.Захарченко) — 2008;
- 3 місце, 14-й чемпіонат Європи серед пар (з М.Захарченко) — 2011;

## Сім'я
Матір — Марія Яківна Плющ (7 січня 1926) — завідувач кафедри української мови НПУ імені М. П. Драгоманова, доктор філологічних наук, дійсний член Академії наук вищої освіти України.